# Lara Kipp
Lara Michaela Kipp , née le 4 octobre 2002 est une lugeuse autrichienne.

## Palmarès

### Championnats du monde
- médaille d'or en double féminin en 2024 et 2025.
- médaille d'or en double mixte en 2025.
- médaille d'argent en double féminin en 2023.
- médaille d'argent en sprint double féminin en 2023.
- médaille d'argent en relais en 2025.

### Coupe du monde
- 1 gros globe de cristal en double féminin : 
  - Vainqueur du classement général en 2025.
- 2 petits globe de cristal en double féminin : 
  - Vainqueur du classement sprint double en 2023 et 2024.
- 22 podiums en double : 
  - en simple : 10 victoires, 3 deuxièmes places et 4 troisièmes places.
  - en sprint : 4 victoires et 1 deuxième place.
- 2 podiums en double mixte : 2 deuxièmes places.
- 7 podiums en relais : 4 victoires, 2 deuxièmes places et 1 troisième place.

### Championnats d'Europe
- Médaille d'or en double en 2025.